# Freier Künstlerbund
Der Freie Künstlerbund war ein von 1938 bis 1939 aktiver Zusammenschluss deutscher und österreichischer Künstler und Kunstschriftsteller im Pariser Exil. Er wurde am 20. April 1938 im Pariser Café Méphisto als Freier Künstlerbund 1938 gegründet und ging aus dem 1937 gegründeten Deutschen Künstlerbund hervor. Wichtigster Initiator und Organisator war Eugene Spiro. Zum Ehrenpräsidenten wählten die Mitglieder Oskar Kokoschka.

## Geschichte
Der Bund wollte die Tradition des 1936 in Nazi-Deutschland zwangsaufgelösten Deutschen Künstlerbundes weiterführen. Dabei sollten auch solche Künstler einbezogen werden, die politischen Stellungnahmen oder gar Aktionen abgeneigt waren, aber aus moralischen oder künstlerischen Gründen das Nazi-Regime ablehnten. Der Bund bekannte sich zur Freiheit und Unabhängigkeit der Kunst und lehnte die Zwangsorganisation der Reichskulturkammer ab. Er wollte ein Zentrum zur Erörterung aller künstlerischen und wirtschaftlichen Fragen seiner Mitglieder sein, Ausstellungen veranstalten und die Teilnahme seiner Mitglieder an internationalen Ausstellungen ermöglichen. Dabei verstand er sich nicht als lokale Organisation. Sein Ziel war die Zusammenfassung aller in der Welt verstreut lebenden deutschen und österreichischen Künstler und Kunstschriftsteller. U. a. gehörte ihm der Oskar-Kokoschka-Bund als Sektion Prag an. Der Künstlerbund unterhielt u. a. 1939 Kontakte zu Max Beckmann in Amsterdam, zu Carl Meffert in der Schweiz, nach Brüssel, Kopenhagen, London und Oslo.
In seiner ersten Sitzung nach der Gründung des Bundes beschloss der Vorstand: „Der freie Künstlerbund ist unpolitisch und verfolgt das alleinige Ziel, alle im Ausland lebenden unabhängigen deutschen und österreichischen Künstler und Kunstschriftsteller zusammenzufassen zum Zwecke gemeinsamer künstlerischer Arbeit.“ Im Aufruf, der nach der Gründungsversammlung veröffentlicht wurde, hieß es: „Der Freie Künstlerbund 1938 hat deutsche und österreichische Künstler aufgerufen, das Schaffen unserer großen Meister zu verteidigen und in ihrem Sinne weiterzuarbeiten, um in der Welt das Ansehen der deutschen Kunst und Künstlerschaft zu erhalten.“
Noch im April 1938 wurde in einer öffentlichen Veranstaltung des Bunds Slatan Dudows Film Seifenblasen aufgeführt.
Der Bund hatte knapp 50 Mitglieder.
Die Tätigkeit des Bunds lief 1939 aus. Seine Ziele konnte er in der Kürze seines Bestehens nur bedingt erreichen.

## Vorstand
- Eugene Spiro (Vorsitzender)
- Otto Freundlich (Präsident)
- Gert Wollheim (Schriftführer bis Frühjahr 1939)
- Heinz Lohmar (Sekretär)
- Sabine Spiro
- Viktor Tischler
- Max Ernst

## Publikation des Bundes
Der Künstlerbund gab von September 1938 bis Juli 1939 monatlich das Mitteilungsblatt „Freie Kunst und Literatur“ heraus. Es bemühte sich, eine regelmäßige Orientierung über das deutsche und österreichische Kunstleben zu geben. Herausgeber war Paul Westheim. Das Blatt wurde dann vom Cartel Cultural Allemand übernommen.

## Ausstellungen des Bundes
Vom 4. bis 18. November 1938 fand als wichtigstes Ergebnis der Tätigkeit des Bunds in Paris die Ausstellung Freie deutsche Kunst (Peintres de l’Allemagne libre) mit Werken von etwa 70 Künstlern statt. Sie wurde mit der Unterstützung durch den Schutzverband deutscher Schriftsteller im Ausland (SDS) und des Congrès international des écrivains pour la défense de la culture möglich, stand unter dem Patronat des SDS und war Ernst Ludwig Kirchner und Heinz Kiwitz gewidmet. Hauptorganisator der Ausstellung war Paul Westheim. Wichtigen Anteil am Zustandekommen hatte auch Heinz Lohmar. „In höchstem Grade politisch in Konzeption und Auswahl der Exponate suchten die Künstler auf ihre Verfolgung durch die Nationalsozialisten und deren Angriffe auf die zeitgenössische deutsche Kunst aufmerksam zu machen.“
Eine Wanderausstellung des Bunds wurde in Paris, Antwerpen, Brüssel und London gezeigt.